# 鲍里斯·利瓦诺夫
鲍里斯·尼古拉耶维奇·利瓦诺夫（俄语：Борис Николаевич Ливанов；1904年5月8日—1972年9月22日）是苏联舞台剧和电影男演員。苏联人民艺术家。
1924年至1972年一直在莫斯科艺术剧院工作。

## 生平
1904年生于莫斯科。父亲是伏爾加哥薩克人，祖籍乌里扬诺夫斯克。
16岁即参加工农红军，跟随部队赴突厥斯坦平息民族解放运动。但不久之后就回到了莫斯科，在莫斯科艺术剧院第四工作室学习表演艺术，1924年毕业。之后，他在该剧院参与舞台剧演出，主要扮演各种喜剧角色。他富有表现力的动作和情感广受同学和老师的赞扬。他出演的角色包括《死魂靈》中的诺兹德寥夫，《聪明误》中的恰茨基，《费加罗的婚礼》中的阿马维瓦伯爵，《三姐妹》中的瓦西里·索列尼。
1924年，他首次出演童话影片冰雪之父，后又在《十月：震撼世界的十天》等历史革命片中登场。1930年代，他又出演了《杜布罗夫斯基》和《米宁和波扎尔斯基》等电影，其中前者是根据普希金同名小说改编的电影。后者获得了1941年的斯大林奖。
1941年6月苏德战争爆发后，利瓦诺夫希望上前线战斗，但是根据斯大林的命令，文化工作者必须撤离。莫斯科戰役期间，他的家人们撤离到安全区了，但他仍选择留在城里，为前线士兵们表演话剧。
第二次世界大战结束后，他继续从事演艺事业。1948年，他被授予苏联人民艺术家荣誉称号。晚年，他的业余爱好是作画。他的妻子尤金尼亚来自一个古老的波兰贵族家庭。儿子瓦西里·利瓦诺夫后来也成为了一名演员。
1972年9月22日在莫斯科去世。安葬于新圣女公墓。

## 主要参演

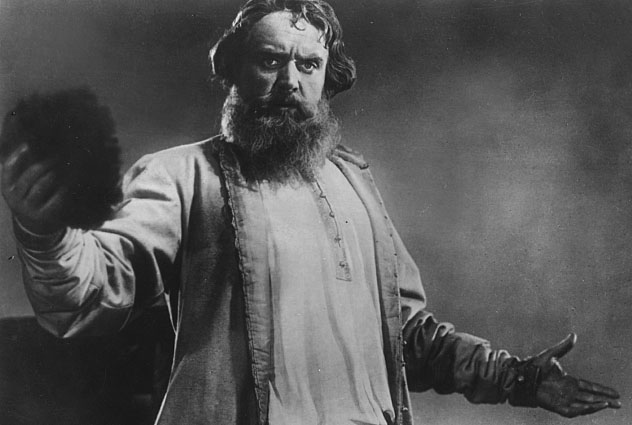
1939年饰演波扎尔斯基

| 年份 | 电影                 | 原标题               | 角色                 |
| 1927 | 《十月》             | Октябрь              | 米哈伊尔·特列先科    |
| 1937 | 《波罗的海代表》     | Депутат Балтики      | 米哈伊尔·博恰罗夫    |
| 1939 | 《米宁和波扎尔斯基》 | Минин и Пожарский    | 波扎尔斯基           |
| 1940 | 《苏沃洛夫》         | Суворов              |                      |
| 1945 | 《遗失的信》         | Пропавшая грамота    | 札波羅結哥薩克（声） |
| 1946 | 《格林卡》           | Глинка               | 尼古拉一世           |
| 1949 | 《斯大林格勒战役》   | Сталинградская битва | 罗科索夫斯基         |
| 1949 | 《攻克柏林》         | Падение Берлина      | 罗科索夫斯基         |
| 1953 | 《海军上将乌沙科夫》 | Адмирал Ушаков       | 波将金               |
| 1955 | 《罗蒙诺索夫》       | Михайло Ломоносов    | 罗蒙诺索夫           |
| 1958 | 《海之歌》           | Поэма о море         | 费道尔钦科           |
| 1960 | 《生命的乐章》       | Слепой музыкант      | 马克西姆             |